# Vrchovany
Vrchovany (německy Wrchhaben) jsou obec v okrese Česká Lípa v Libereckém kraji. Leží necelé tři kilometry severovýchodně od Dubé a šest kilometrů západně od Doks, kolem silnice II/270, která zmíněná města spojuje. Jihozápadně od obce pramení potok Liběchovka. Žije zde 117 obyvatel. Obec se rozkládá na úpatí Berkovského vrchu se zříceninou hradu Starý Berštejn. 

## Historie
První písemná zmínka o vesnici pochází z roku 1402.

## Obyvatelstvo
Při sčítání lidu v roce 1921 ve vsi žilo 235 obyvatel (z toho 114 mužů), z nichž bylo osm Čechoslováků, 226 Němců a jeden příslušník jiné národnosti. S výjimkou jednoho evangelíka a jednoho člověka bez vyznání byli římskými katolíky. Podle sčítání lidu z roku 1930 měla vesnice 211 obyvatel: sedm Čechoslováků a 204 Němců. Kromě jednoho evangelíka a jednoho člověka bez vyznání se hlásili k římskokatolické církvi.
| Rok            | 1869 | 1880 | 1890 | 1900 | 1910 | 1921 | 1930 | 1950 | 1961 | 1970 | 1980 | 1991 | 2001 | 2011 | 2021 |
| -------------- | ---- | ---- | ---- | ---- | ---- | ---- | ---- | ---- | ---- | ---- | ---- | ---- | ---- | ---- | ---- |
| Počet obyvatel | 308  | 331  | 294  | 263  | 235  | 235  | 211  | 154  | 141  | 117  | 97   | 90   | 96   | 116  | 107  |
| Počet domů     | 51   | 52   | 61   | 57   | 55   | 54   | 54   | 40   | 34   | 31   | 29   | 31   | 46   | 50   | 47   |

## Obecní správa
Mezi lety 1869–1980 Vrchovany byly obcí v okrese Dubá (1869–1930), poté v okrese Doksy (1950) a později v okrese Česká Lípa. Od 1. července 1980 do 30. června 1990 patřily jako část města k Dubé a od 1. července 1990 jsou opět samostatnou obcí.

### Obecní symboly
Znak a vlajka byly obci uděleny rozhodnutím předsedy Poslanecké sněmovny Parlamentu České republiky dne 25. března 2005.

## Pamětihodnosti
- Zřícenina hradu Berštejn, severovýchodně od obce na Berkovském vrchu (480 m)
- Kaple Nanebevzetí Panny Marie (1801), v obci
- Kaple svaté Barbory (1744), jihozápadně od obce, na zalesněném návrší (358 m)
- Kříž pod kaštany – kovaný kříž s kamenným soklem, při polní cestě asi 300 m jihovýchodně od obce
- obecní škola Vrchovany - Byla v provozu nejméně do roku 1962, o čemž svědčí dokumenty z let 1945–1962 – třídní výkazy, školní kronika, inventář školy, osobní spisy učitelů, hodnocení práce školy, inspekční zprávy, statistika budovy školy. Uložené ve Státním okresním archivu Česká Lípa.